# Język bucharski
Język bucharski, także: judeo-perski, judeo-tadżycki – język żydowski używany przez bucharskich Żydów, klasyfikowany najczęściej jako dialekt języka tadżyckiego (czyli także dialekt perskiego).
Język bucharski oparty jest na klasycznym języku perskim, z ogromną liczbą zapożyczeń hebrajskich i zapożyczeniami z sąsiednich języków tureckich oraz arabskiego i rosyjskiego. Zapisywany jest alfabetem hebrajskim.
Językiem tym posługuje się ok. 10 tys. Żydów w Uzbekistanie oraz liczna żydowska emigracja, głównie w Izraelu (50 tys. użytkowników) i USA.